# Rhaebo haematiticus
Bufo haematiticus és una espècie d'amfibi que viu a Colòmbia, Costa Rica, l'Equador, Hondures, Nicaragua, Panamà i Veneçuela.
Està amenaçada d'extinció per la pèrdua del seu hàbitat natural.